# ProLibris
ProLibris ist eine bibliothekarische Fachzeitschrift, die vom Verband der Bibliotheken des Landes Nordrhein-Westfalen (vbnw) und der Fachstelle für Öffentliche Bibliotheken bei der Bezirksregierung Düsseldorf herausgegeben wird. Die Zeitschrift erscheint vierteljährlich in einer Auflage von 650 Exemplaren und wird von der Druckerei Rossimedia GmbH & Co. KG, Sonsbeck, hergestellt.

## Geschichte
ProLibris trat 1996 an die Stelle des von 1948 bis 1995 veröffentlichten Mitteilungsblatts des Verbandes. Mit dem Namenswechsel war auch eine konzeptionelle Neuorientierung verbunden. Das bisherige Verbandsorgan mit einem hohen Anteil spezieller Fachaufsätze war nach Meinung der Verantwortlichen zu einem „Insiderblatt“ geworden, das kaum geeignet schien, für die Sache der Bibliotheken zu werben. Für die neue Publikation kam es nicht nur zu einem Umstieg auf das Format DIN A4, damit verbunden war auch ein ansprechenderes Layout mit zahlreichen Illustrationen und einem zweifarbigen Druck.
In ProLibris ging die von der Landeskonferenz der Staatlichen Büchereistellen Nordrhein-Westfalen herausgegebene Zeitschrift Biblio auf, die bis dato auf das öffentliche Bibliothekswesen in NRW zugeschnitten war. Daher treten die Bezirksregierungen des Landes mit ihren Dezernaten „Öffentliche Bibliotheken“ als Mitherausgeber von ProLibris in Erscheinung.

## Inhalt und Abonnement
Das einzelne Heft hat in der Regel einen Umfang von 48 Seiten. Der Inhalt besteht aus zahlreichen kürzeren Beiträgen, die sich hauptsächlich den Rubriken „Denkanstösse“, „Innovationen“, „Entdeckungen“, „Konzepte“ und „Verband“ zuordnen lassen.
ProLibris wird kostenfrei an die Mitglieder des vbnw versandt und kann von allen Interessierten im kostenpflichtigen Abonnement bezogen werden.